# Allerheiligenkirche (Dolní Bučice)

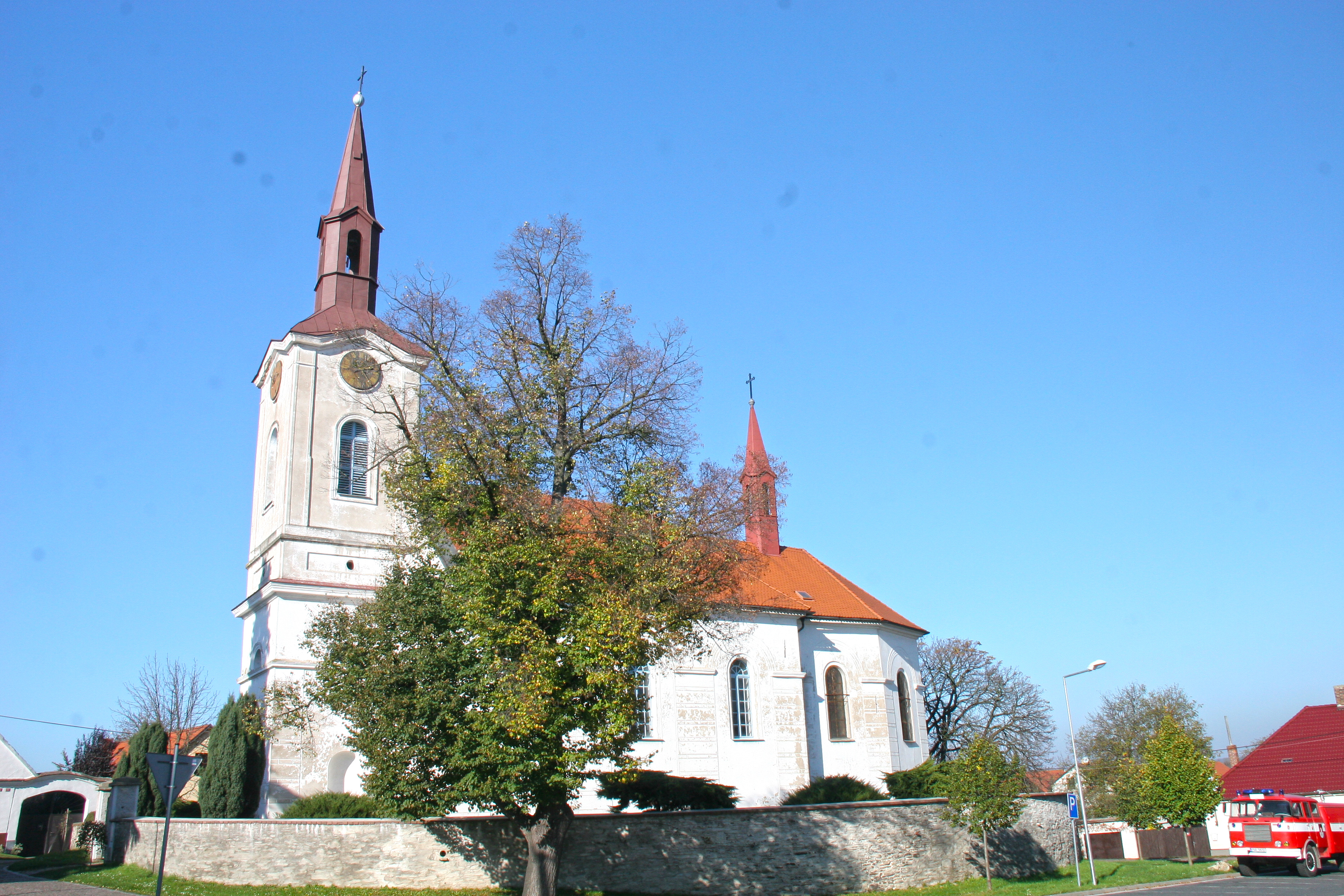
Allerheiligenkirche in Dolní Bučice

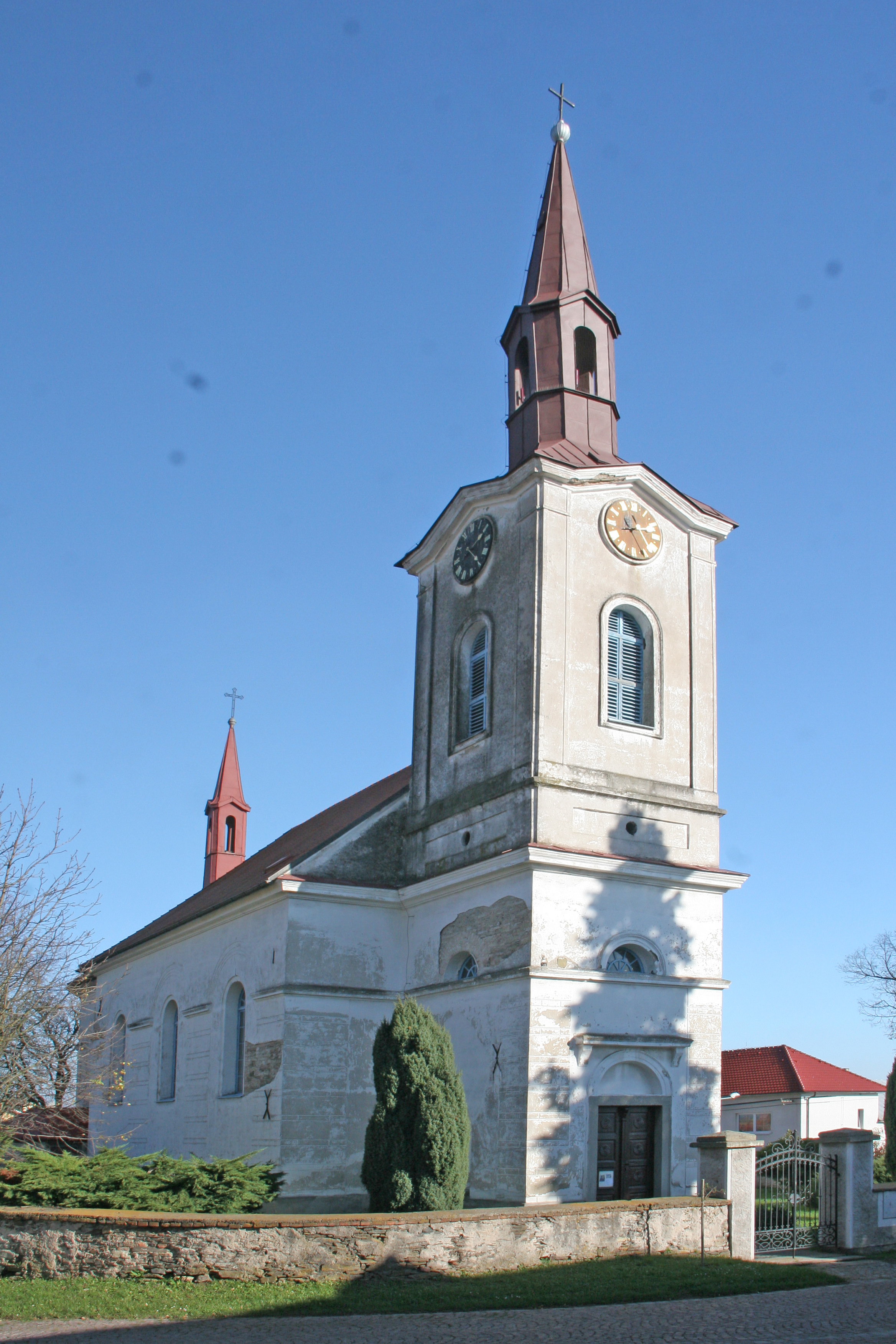
Vorderansicht

Die Allerheiligenkirche in Dolní Bučice ist eine römisch-katholische Filialkirche im Okres Kutná Hora in Tschechien. Der spätklassizistische Bau aus der Mitte des 19. Jahrhunderts ist als Kulturdenkmal geschützt.

## Lage
Die von einer Mauer und Grünfläche umgebene Kirche befindet sich auf dem alten Dorfplatz von Dolní Bučice in der Tylova ulice. Um die Kirche befand sich ursprünglich der Friedhof, dieser wurde später aufgehoben und außerhalb des Dorfes an der Straße nach Druhanice der neue Friedhof angelegt.

## Geschichte
Der im 13. Jahrhundert durch das Benediktinerkloster Vilémov errichtete und 1307 erstmals schriftlich als Pfarrkirche erwähnte gotische Vorgängerbau wurde bis 1822 genutzt. Danach wurde die einsturzgefährdete Kirche aus Sicherheitsgründen gesperrt. Die Pfarrei Dolní Bučice bestand zu dieser Zeit nicht mehr; die Kirche gehörte als Filialkirche zur Pfarrei Chotusitz. 1851 ließ der Besitzer der Grundherrschaft Žehušice, Joseph Oswald von Thun und Hohenstein die alte Kirche abbrechen.
Am 22. Mai 1852 erfolgte die Grundsteinlegung für den Bau einer spätklassizistischen Kirche nach Plänen des Žehušicer Baumeisters Jan Jelínek. Die vier harmonisch abgestimmten Glocken aus dem Turm der alten Kirche wurden übernommen. Die Kirchweihe erfolgte 1864. Im Jahre 1869 wurde die Kirche zur Pfarrkirche erhoben.
1916 wurden die Glocken St. Paul (1590) und St. Johannes und Paul (1736) als Kriegsmetall requiriert.
In den Jahren 1962 und 1963 gestaltete der Maler Vojmír Vokolek die Kirche mit Wandfresken aus.
Heute ist die Allerheiligenkirche eine Filialkirche der Pfarrei Čáslav.

## Beschreibung
Der geostete, einschiffige Bau mit plastisch gegliederter Fassade besitzt einen polygonalen Chor. Der Kirchturm mit Portal ist der Westseite des Schiffes vorgebaut.
In die Außenwand des Chors ist eine figurale Renaissancegrabtafel des Niklas Wostrowsky von Skalitz († 1613) eingelassen, die aus der alten Kirche stammt. Ebenfalls aus der alten Kirche übernommen wurden die vier Glocken, die beiden jüngeren gingen jedoch 1916 durch Requisition verloren. Die älteste – St. Wenzel – wurde 1506 von Ondřej Žáček in Königgrätz gegossen. Die Glocke St. Johannes stammt aus dem Jahre 1556 und wurde der Kirche vom Müller der Roten Mühle gestiftet; mit einem Gewicht von 20 Zentnern war sie die größte der vier Glocken.
Die Innenausstattung der Kirche stammt überwiegend aus der Zeit ihrer Errichtung. Der Hauptaltar wurde vom Direktor des Čáslaver Realgymnasiums, Josef Spudil, entworfen; auf ihm befinden sich zwei barocke Holzschnitzereien der Jungfrau Maria und des hl. Johannes aus der ersten Hälfte des 18. Jahrhunderts. Die neugotische Kanzel wurde ebenfalls nach Plänen Spudils gefertigt. Die Seitenaltäre sind im Pseudobarockstil gestaltet. Den neugotischen Beichtstuhl entwarf der Žehušicer Architekt Josef Míča. Die Kreuzwegdarstellungen auf Leinwand wurden 1930 als Reproduktion eines Originals von Kaspar Schleibner gefertigt.
Die Wandfresken von Vojmír Vokolek mit überwiegend alttestamentarischen Darstellungen von Adam, Eva, Abel, Abraham und Isaak im Chor werden von umstehenden Heiligen aus dem Neuen Testament begleitet. Der Triumphbogen zeigt mittig den Kelch mit dem Blut und Leib Christi, zu Seiten die Erzengel Gabriel und Raphael. Das Wandbild an der Kanzel zeigt den hl. Josef mit Christus als Helfer. Im Schiff schuf Vokolek vier christologische Szenen der Massenspeisung in der Wüste.